# Рошаль Маріанна Григорівна
Роша́ль Маріанна Григорівна (Рошаль-Строєва) (23 січня 1925, Москва — 22 жовтня 2022, Лондон) — російський кінорежисер.
Народилась в родині кінорежисерів Г. Л. Рошаля i В. П. Строєвої. Закінчила режисерський факультет Всесоюзного державного інституту кінематографії (1948, майстерня Л. Кулешова). Працювала на Московській студії науково-популярних фільмів. Навчалась в аспірантурі Інституту історії мистецтв Академії Наук СРСР. Поставила на Ялтинській кіностудії фільм «Білий пудель» (1956, у співавт. з Б. Шределем).
З 1967 року займається літературною діяльністю, перекладами (літературний псевдонім — Федорова).
Член Гільдії кінорежисерів Росії.